# Head over Feet
"Head over Feet" là một bài hát của nghệ sĩ thu âm người Canada gốc Mỹ Alanis Morissette nằm trong album phòng thu thứ ba của cô, Jagged Little Pill (1995). Nó được phát hành như là đĩa đơn thứ năm trích từ album vào ngày 16 tháng 9 năm 1996 bởi Maverick Records. Được viết lời bởi Morissette và Glen Ballard, và do Ballard sản xuất, bài hát đại diện cho những âm thanh nhẹ nhàng hơn những đĩa đơn trước từ album. Nội dung của "Head over Feet" nói về một cặp đôi vừa là người yêu vừa là những người bạn tốt, trong đó nữ ca sĩ cảm ơn một nửa của mình vì cách cư xử, tình yêu và lòng tận tụy của anh.
Bài hát nhận được những phản ứng tích cực từ các nhà phê bình âm nhạc, những người mô tả nó như là một bản nhạc mềm mại và tươi sáng, được xem là một điểm sáng trong album. Sau khi phát hành, "Head over Feet" đứng đầu bảng xếp hạng ở Canada trong tám tuần, nhiều nhất trong số bốn đĩa đơn quán quân liên tiếp từ Jagged Little Pill. Tại Hoa Kỳ, bài hát chỉ được phát hành trên sóng phát thanh nên không thể lọt vào bảng xếp hạng Billboard Hot 100 theo điều luật lúc bấy giờ, nhưng đạt vị trí số một trên bảng xếp hạng Adult Top 40 và Mainstream Top 40. Ngoài ra, nó cũng trở thành đĩa đơn đầu tiên lọt vào top 10 của Morissette ở Vương quốc Anh, cũng như lọt vào top 20 ở Úc và Ireland.
Video ca nhạc của "Head over Feet" được phát hành vào tháng 9 năm 1996, và do Michelle Laurita và chính Morissette làm đạo diễn, trong đó toàn bộ video chỉ tập trung cận mặt của nữ ca sĩ trước camera. Một phiên bản trực tiếp của "Head over Feet" đã xuất hiện trong album MTV Unplugged (1999), trong khi phiên bản acoustic đã được thu âm cho album Jagged Little Pill Acoustic (2005).

## Danh sách bài hát
- Đĩa đơn CD[5]

1. "Head over Feet"
2. "You Learn" (trực tiếp)†
3. "Hand in My Pocket" (trực tiếp)†
4. "Right Through You" (trực tiếp)†

† được thu âm vào ngày 6 tháng 3 năm 1996 tại Wings Stadium, Kalamazoo, Michigan.

## Xếp hạng và chứng nhận
| Bảng xếp hạng (1996–97)                         | Vị trí cao nhất |
| ----------------------------------------------- | --------------- |
| Úc (ARIA)                                       | 12              |
| Bỉ (Ultratip Flanders)                          | 10              |
| Canada Top Singles (RPM)                        | 1               |
| Trường songid là BẮT BUỘC CHO BẢNG XẾP HẠNG ĐỨC | 73              |
| Ireland (IRMA)                                  | 11              |
| Hà Lan (Dutch Top 40)                           | 24              |
| New Zealand (Recorded Music NZ)                 | 27              |
| Scotland (OCC)                                  | 6               |
| Anh Quốc (OCC)                                  | 7               |
| Hoa Kỳ Hot 100 Airplay (Billboard)              | 3               |
| Hoa Kỳ Adult Contemporary (Billboard)           | 27              |
| Hoa Kỳ Adult Pop Airplay (Billboard)            | 1               |
| Hoa Kỳ Modern Rock Tracks (Billboard)           | 25              |
| Hoa Kỳ Pop Airplay (Billboard)                  | 1               |

| Bảng xếp hạng (1996)            | Vị trí |
| ------------------------------- | ------ |
| Australia (ARIA)                | 62     |
| Canada Top Singles (RPM)        | 10     |
| Canada Adult Contemporary (RPM) | 79     |
| US Hot 100 Airplay (Billboard)  | 34     |

| Quốc gia                                                                           | Chứng nhận | Số đơn vị/doanh số chứng nhận |
| ---------------------------------------------------------------------------------- | ---------- | ----------------------------- |
| Úc (ARIA)                                                                          | Vàng       | 35.000^                       |
| * Chứng nhận dựa theo doanh số tiêu thụ. ^ Chứng nhận dựa theo doanh số nhập hàng. |            |                               |